# Джиміні Глік в Ля-ля-вуді
Джиміні Глік в Ля-ля-вуді — комедійний фільм 2004 року.

## Сюжет
Джиміні Глік — персонаж колись популярного «Шоу Мартіна Шорта» — найпопулярніший інтерв'юер зірок. Цей фільм розповідає його історію. Джиміні почав свою кар'єру як оглядач розважальних заходів на телевізійній станції в Б'ютт, штат Монтана. Коли він вперше приїжджає з дружиною і дітьми на кінофестиваль у Торонто, то повний рішучості знайти свою славу. Але ніхто не хоче приділяти йому увагу, оскільки ніхто його не знає. Але все змінюється, коли він починає видавати себе за зірку жанру інтерв'ю.

## Акторський склад
- Мартін Шорт — Джиміні Глік / Девід Лінч
- Джен Гукс — Діксі Глік
- Лінда Карделліні — Наталі Кулідж
- Джанін Ґарофало — Ді-Ді
- Джон Майкл Гіґґінс — Андре Девін
- Елізабет Перкінс — Міранда Кулідж
- Ларрі Джо Кемпбелл — Хейгуд Льюкін
- Деррен Шахлаві — Джонні Стомпанато

### Камео
Зіграли вигадані версії самих себе:
- Віллем Дефо
- Вупі Голдберг
- Джейк Джилленгол
- Кевін Клайн
- Роб Лоу
- Стів Мартін
- Курт Расселл
- Сьюзен Серендон
- Хлоя Севіньї
- Шерон Стоун
- Кіфер Сазерленд
- Форест Вітакер